# Erodico (medico)
Erodico (Cnido, V secolo a.C. – ...) è stato un medico greco antico.

## Biografia
Nativo della colonia greca di Cnido , in Anatolia, sappiamo che fu prima allenatore, poi studiò medicina e riuscì a succedere a Eurifonte nella scuola medica di Cnido, una delle più importanti dell'antica Grecia insieme alla vicina scuola medica di Cos (patria di Ippocrate). 
A Cnido Erodico formò la propria prospettiva teorica della medicina. Seguace della ginnastica medica (la moderna aerobica) fondata da Icco di Taranto, fu maestro di Ippocrate di Coo.

## Opere e pensiero
Erodico fu, dunque, il primo nella storia della medicina ad abbinare effettivamente la pratica sportiva alla medicinaː considerava, infatti, la cattiva salute come il risultato di uno squilibrio tra alimentazione e attività fisica e per questo raccomandava una dieta rigorosa, un'attività fisica costante e un allenamento regolare. Credeva che questa combinazione fosse il modo ideale per mantenere buoni standard di salute e applicò questo tipo di metodo di trattamento ai suoi pazienti . 
Tutte le opere di Erodico sono andate perdute, estratti del suo sistema medico ancora sopravvivono, tramandati da testi antichi, corroborano la tesi secondo cui Erodico può essere considerato il padre della medicina sportiva e, secondo gli antichi, l'inventore della dietologia.